# Compañía de Filipinas

La Junta de Filipinas, óleo sobre tela de gran formato realizado por Francisco de Goya en 1815 (Museo Goya, Castres, Francia).

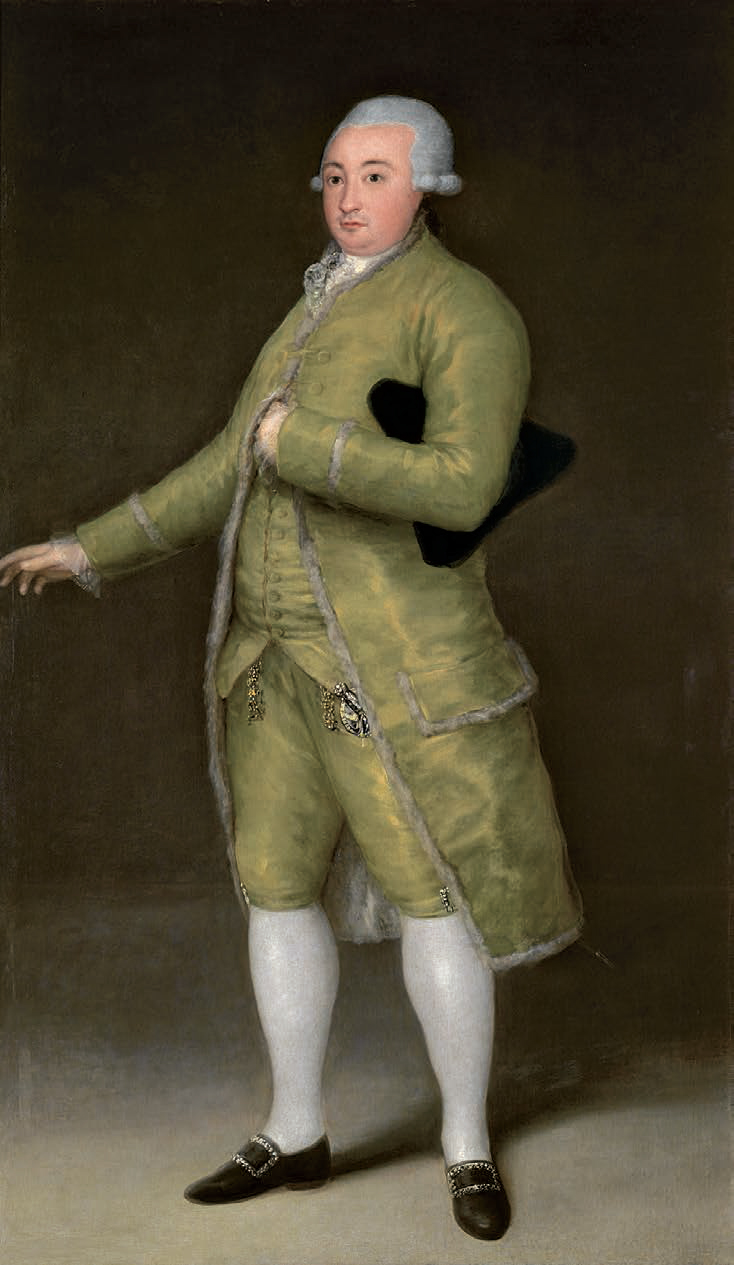
Francisco Cabarrús, primer director de la Compañía, pintado por Francisco de Goya en 1788.

La Real Compañía de Filipinas fue una empresa privilegiada del periodo ilustrado establecida el 10 de marzo de 1785 por una Real Cédula de Carlos III, dirigida por Francisco Cabarrús, asumiendo las funciones que hasta ese momento había venido desarrollando la Real Compañía Guipuzcoana de Caracas.

## Historia

### Fundación
Francisco Cabarrús, director de la Compañía Guipuzcoana de Caracas, a punto de ser disuelta, propone unir el comercio de América con el de Asia a través de las Filipinas incorporando los derechos de la antigua compañía a la nueva. Su plan es adoptado, y la Real Compañía de Filipinas es establecida el 10 de marzo de 1783, antes de ser institucionalizada el 10 de marzo de 1785 por una Real Cédula de Carlos III, siendo dirigida por Francisco Cabarrús.
La finalidad de la compañía era promover el comercio directo entre las Filipinas (entonces colonia del Imperio español) y la metrópoli. La Real Cédula también prevía cerrar el puerto de Manila a cualquier buque extranjero. Por lo tanto, sólo la compañía podía importar mercancías de México, de China o de las Indias Orientales, así como dirigir carga desde el Lejano Oriente.

### Actividad
Se fundó con un capital inicial de 3.000 acciones de 250 pesos cada una, participando en la operación las incipientes empresas financieras españolas. Más tarde, incrementó su capitalización con la emisión de bonos. La compañía se enriqueció rápidamente - su capital era, a fines de 1785, de 10 millones de pesos - y buscó modernizar las capacidades de exportación del archipiélago; tomó el control de las otras compañías y conservó la estrategia comercial ya existente que privilegiaba el cultivo de exportación: añil, café, azúcar, especias, algodón.
La Real Compañía de Filipinas obtuvo el monopolio del comercio entre la metrópoli (España peninsular) y su provincia de Filipinas. A diferencia del Galeón de Manila, ruta extinguida en 1815, la Compañía de Filipinas hacía la Ruta del Cabo, es decir por el Atlántico y luego el Índico, bordeando el Cabo de Buena Esperanza.
El gobierno español se aseguró el vínculo con sus provincias de las Indias Orientales Españolas a través de esta Compañía. Hasta entonces había concedido contratos de asiento a diferentes empresas. El último asiento se contrató con la Real Compañía de Filipinas en 1787, que mantuvo una línea con Filipinas durante el siglo XIX.

### Monopolio y declive

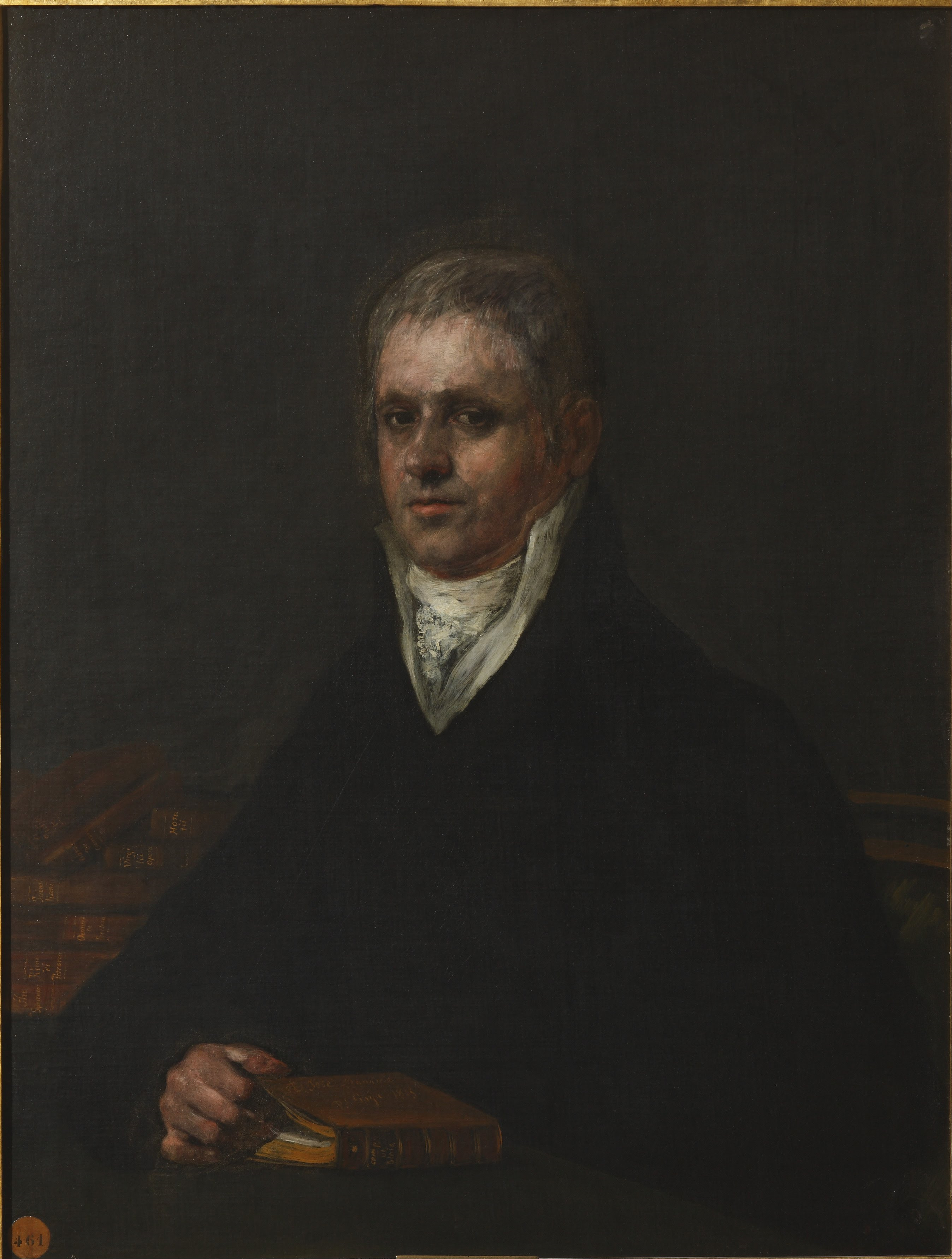
Retrato del director de la Compañía de Filipinas José Luis Munárriz, realizado por Francisco de Goya en 1815.

Cuando la compañía crece y comienza a participar en otros monopolios españoles, redujo los derechos de monopolio de las demás empresas del imperio, lo que dio lugar a problemas sobre competencias con los que operaban con productos similares con América. Los conflictos más graves tuvieron lugar con los comerciantes de Manila y con los mismos filipinos, que utilizaban la ruta hacia Acapulco para sus propias actividades, o con el Reino Unido, que mantenía el comercio asiático como primera potencia.
El escritor José Luis Munárriz entró al servicio de la Compañía en 1796, en la que se convirtió en secretario y, después, director el 30 de marzo de 1815.
Estos problemas derivaron en una progresiva decadencia del proyecto a partir de 1794, quedando prácticamente inoperativa a finales del siglo XVIII y comienzos del siglo XIX. La compañía cesó en sus funciones en 1829, tras la caída del imperio colonial español, y fue declaraba extinguida por Decreto de 6 de octubre de 1834 durante la regencia de María Cristina en nombre de Isabel II.

## La junta de las Filipinas
Una reunión anual tenía lugar en marzo de cada año entre los 51 miembros de la compañía; José Luis Munárriz, director de la institución, ordena con ocasión de la reunión celebrada en Madrid el 30 de marzo de 1815 una pintura a Francisco de Goya: La junta de las Filipinas. La obra es muy sombría y refleja el oscurantismo de las ideas de Fernando VII, retornado del exilio, contrariamente a la Ilustración que sostenía el pintor.
El cuadro es el más grande pintado por Goya. El rey, representado con gran pompa, está en el centro, sentado en una imponente mesa y flanqueado por sus más poderosos asesores. A su izquierda, Miguel de Lardizábal, Ministro de las Indias, que fue encarcelado en septiembre y obligado a exiliarse por la corona. En los primeros planos, la asamblea se divide en dos, en bancos paralelos separados por una alfombra. Una luz intensa en el suelo se extiende ante el monarca, procedente de una fuente externa que el espectador no ve. Aunque era una obra de encargo, destinada a ser colgada en el salón ceremonial que se estableciera, esta viva luz pone en evidencia de manera poco favorecedora la centralidad de un rey impotente. Para el historiador del arte Albert Boime, el pintor muestra que el monarca dirige, no por el respeto, sino por el poder absoluto y el miedo. La tela describe el clima de una economía española arruinada por la Guerra de la Independencia y cuyo imperio se hunde. La Real Compañía de Filipinas está irremediablemente endeudada y es ineficiente. El rey persigue a los liberales y los empuja hacia el exilio - lo que hará Goya en 1824, cuando se traslade a Francia.